# الدیا سان انتونیو

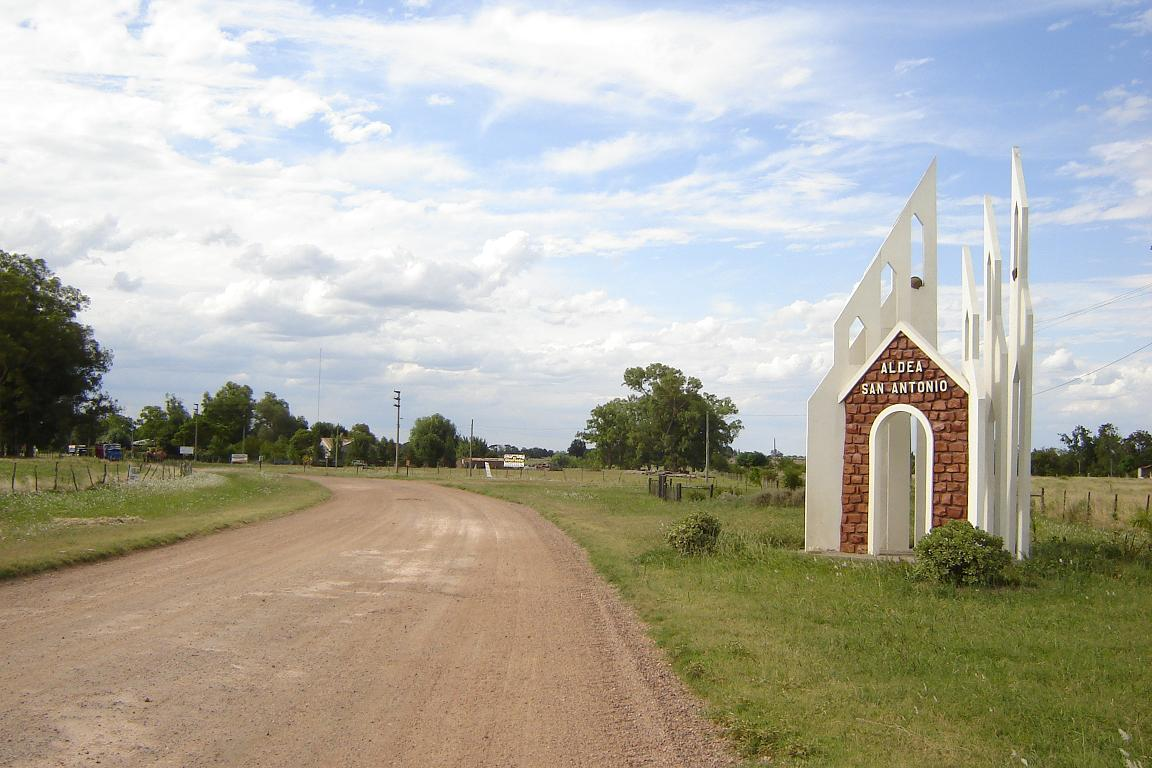
منطقه مسکونی الدیا سان انتونیو

الدیا سان انتونیو (به اسپانیایی: Aldea San Antonio) یک منطقهٔ مسکونی در آرژانتین است که در ایالت انتره ریوز واقع شده‌است.

## خصوصیات
الدیا سان انتونیو ۷۹۱ نفر جمعیت دارد.